# Lead Vocalist
Lead Vocalist è la settima raccolta di Rod Stewart, pubblicata nel 1993 dalla Warner Bros.

## Tracce
1. "I Ain't Superstitious" (Willie Dixon) - 4:53
2. "Handbags and Gladrags" (Mike d'Abo) - 4:25
3. "Cindy Incidentally" (Rod Stewart, Ron Wood, Ian McLagan) - 2:37
4. "Stay with Me" (Rod Stewart, Ron Wood) - 4:37
5. "True Blue" (Rod Stewart, Ron Wood) - 3:32
6. "Sweet Lady Mary" (Ronnie Lane, Rod Stewart, Ron Wood) - 5:48
7. "Hot Legs" - 5:15
8. "Stand Back" (Stevie Nicks) - 5:44
9. "Ruby Tuesday" (Mick Jagger, Keith Richards) - 4:04
10. "Shotgun Wedding" (Roy C) - 3:30
11. "First I Look at the Purse" (Smokey Robinson, Bobby Rogers) - 4:23
12. "Tom Traubert's Blues" (Tom Waits) - 6:12

## Classifiche
| Classifica (1993) | Posizione massima |
| ----------------- | ----------------- |
| Austria           | 7                 |
| Germania          | 14                |
| Italia            | 15                |
| Nuova Zelanda     | 32                |
| Paesi Bassi       | 17                |
| Regno Unito       | 3                 |
| Svezia            | 27                |
| Svizzera          | 13                |